# هجوم الخدمة الصحية الإيرلندية الإلكتروني

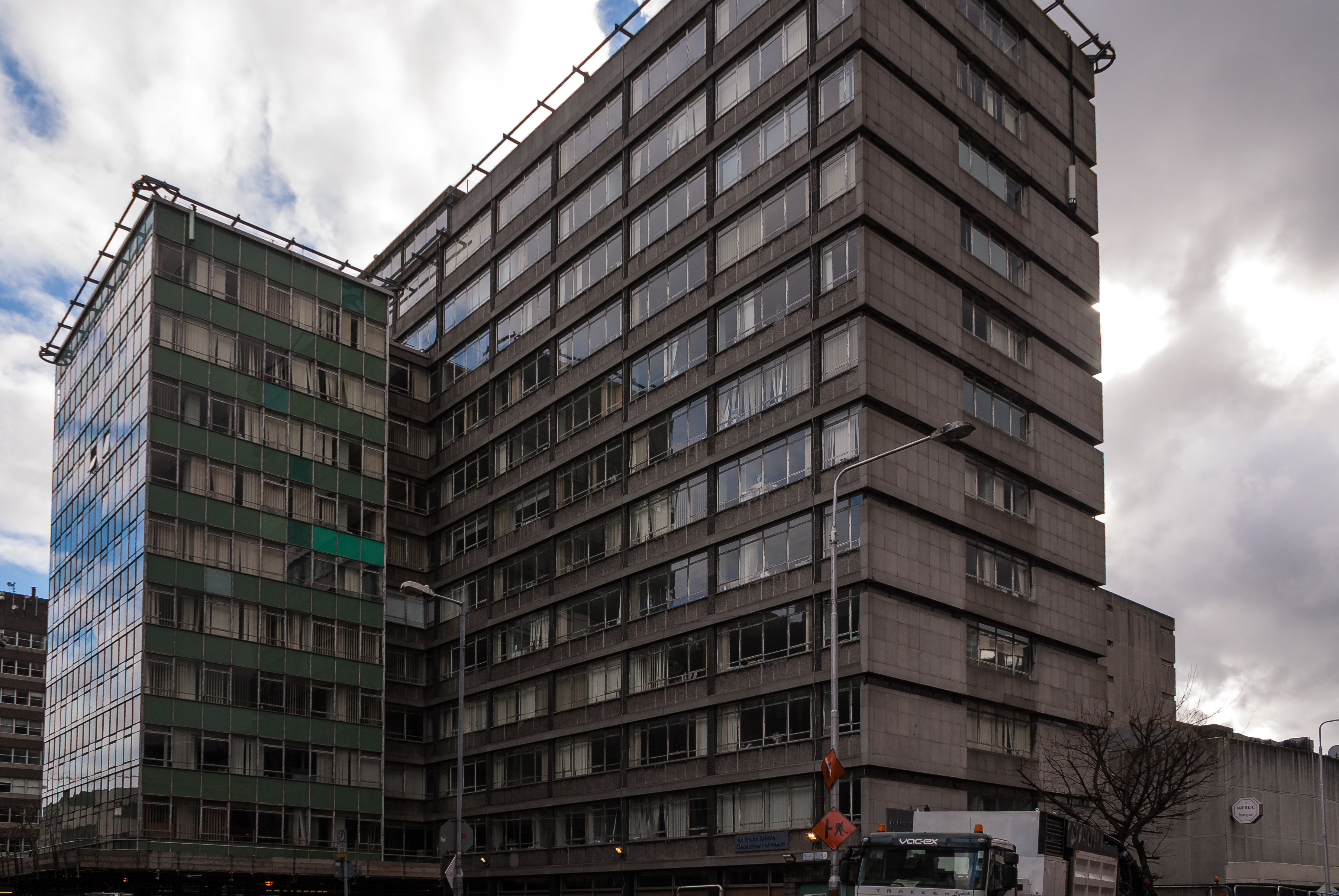
Health

هجوم الخدمة الصحية الإيرلندية الإلكتروني في 14 مايو 2021 أغلق المسؤول التنفيذي للخدمات الصحية الأيرلندية أنظمة تكنولوجيا المعلومات على مستوى البلاد بعد هجوم إلكتروني اشتمل على برامج الفدية. لم يتأثر برنامج التطعيم كوفيد 19 بالهجوم، ويسير وفقًا لما هو مخطط له، ومع ذلك فإن نظام كوفيد 19 العام ونظام إحالة الاتصال الوثيق كان معطلاً، مما يتطلب من هؤلاء الأفراد الحضور للمرافق بدلاً من الحضور بموعد. برنامج الفدية الذي يُفترض أنه تم استخدامه هو كونتي. زعمت الخدمات الصحية أنه كان تهديدًا كبيرًا وأنه لم تكن هناك خبرة في كيفية الرد على الهجوم. وقال وزير الصحة ستيفن دونيلي إن الهجوم كان له «تأثير خطير» على خدمات الرعاية الصحية والاجتماعية.

## الجدول الزمني
تم تنبيه الخدمة الصحية الإيرلندية للهجوم في الساعة 4 صباحًا يوم 14 مايو 2021. أثر الهجوم على كل من الأنظمة الوطنية والمحلية المشاركة في جميع الخدمات الأساسية، مع قيام الخدمة الصحية الإيرلندية بإزالة نظام تكنولوجيا المعلومات من أجل حمايته من الهجوم، وأعطت الوقت اللازم للنظر في الخيارات.
تم وصف الهجوم بأنه «يديره الإنسان» ويستخدم نوعًا جديدًا من برامج الفدية كونتي.

## التأثير
وصفت بعض المستشفيات المواقف التي لا يمكنهم فيها الوصول إلى الأنظمة والسجلات الإلكترونية ويتعين عليهم الاعتماد على السجلات الورقية. وقد حذر البعض من حدوث اضطراب كبير في المواعيد الروتينية التي يتم إلغاؤها، بما في ذلك فحوصات وفحوصات الأمومة.
تم وضع نظام إحالة اختبار كوفيد 19 في وضع عدم الاتصال، مما يتطلب من الأفراد المشتبه في إصابتهم بحضور اختبار كوفيد 19، بدلاً من حضور موعد.
قالت آن أوكونور من الخدمات الصحية أن بعض خدمات السرطان والسكتة الدماغية قد تأثرت وقالت «سيكون الوضع خطيرًا للغاية إذا استمر حتى يوم الاثنين». وقالت إن أخطر المخاوف كانت مع التشخيص، مع تعطل أنظمة الأشعة مما يؤثر على التصوير المقطعي المحوسب وغيره من عمليات الفحص من المضي قدمًا.
نشرت الصحة والسلامة والبيئة قائمة بالخدمات المتأثرة في وقت الغداء في 14 مايو 2021.

## الاستجابة
قال وزير الدولة للمشتريات العامة والحكومة الإلكترونية أوسيان سميث لـ برنامج الأخبار آر تي إي نيوز آت ون إن الهجوم كان دوليًا وليس تجسسًا، وأن «هذا هجوم كبير للغاية، وربما كان أهم هجوم إلكتروني على الدولة الأيرلندية».
تم تقديم طلب فدية بمبلغ لم يكشف عنه لفك تشفير البيانات الخاصة وعدم نشر «بيانات خاصة»، صرح مايكل مارتن بأن الفدية لن يتم دفعها، وبدلاً من ذلك يتم التعامل مع الهجوم «بطريقة منهجية».